# V595 Возничего
V595 Возничего (лат. V595 Aurigae) — одиночная переменная звезда в созвездии Возничего на расстоянии приблизительно 323 световых лет (около 99 парсеков) от Солнца. Видимая звёздная величина звезды — от +12,17m до +11,98m.

## Характеристики
V595 Возничего — оранжевый карлик, эруптивная переменная звезда типа RS Гончих Псов (RS) спектрального класса K4. Радиус — около 0,8 солнечного, светимость — около 0,268 солнечной. Эффективная температура — около 4655 K.